# Publio Sempronio Sofo
Publio Sempronio Sofo (en latín, Publius Sempronius Sophus) es mencionado por Pomponio después de Apio Claudio el Censor, como uno que debía su nombre, Sophus o Sabio, a sus grandes méritos. 
Fue tribuno de la plebe en el año 310 a. C., y trató de obligar al censor Apio Claudio para que acatase la Lex Emilia que limitaba la censura a dieciocho meses.
Fue cónsul en el año 304 a. C. con P. Sulpicio Severo. Los dos cónsules derrotaron a los ecuos, y él obtuvo un triunfo. Fue el primer pontífice y cónsul plebeyo en el año 300 a. C., y en el año siguiente un lustrum fue celebrado por él y por su excolega, como censores, y añadieron dos tribus. 
Parece ser la misma persona que asumió el cargo de pretor en un momento en que Roma estaba alarmada por el rumor de una invasión de los galos. Pomponio dice que nadie después de él llevó el nombre de Sophus, pero un P. Sempronio Sofo fue cónsul en el año 268 a. C. y censor en 252 a. C., y pudo haber sido hijo del Publio que nos ocupa. 
Hay una historia de un tal P. Sophus Sempronio, que se divorció de su esposa, debido a que ella había tenido el valor suficiente para ver los juegos públicos, sin su consentimiento, pero aquellos que creen en la historia del divorcio de Carvilio, suponen que este Sophus debe haber vivido más tarde que el cónsul del año 304 a. C.